# Mae Bacon
Mae Bacon (3 de abril de 1897 – 3 de junho de 1981) foi uma atriz de cinema britânica.

## Filmografia selecionada
- The Public Life of Henry the Ninth (1935)
- Chick (1936)
- Riding High (1937)
- Second Best Bed (1938)
- Ten Days in Paris (1940)
- Pool of London (1951)